# Inquisitors of Satan
Inquisitors of Satan è il secondo album in studio del gruppo musicale black metal francese Deathspell Omega, pubblicato nel 2002.

## Tracce
1. From Unknown Lands of Desolation – 5:38
2. Torture and Death – 4:26
3. Desecration Master – 5:42
4. Lethal Baptism – 3:49
5. Succubus of All Vices – 6:19
6. Inquisitors of Satan – 5:42
7. Decadence – 6:33